# Judith Steinert
Judith Steinert (Mosbach, 1995. szeptember 25. –) német korosztályos női válogatott labdarúgó, az 1. FC Union Berlin játékosa.

## Pályafutása
2011-ben került a TSG Hoffenheim akadémiájára. 2012. szeptember 2-án mutatkozott be a második csapatban a TSV Augsburg ellen, a 63. percben váltotta Jennifer Schleet, majd a 85. percben beállította az 5–0-s végeredményt. 2013. december 8-án a felnőtt csapatban a Bayern München ellen mutatkozott be a Bundesligában. A 2013–14-es szezonban a második csapattal megnyert a harmadosztály déli csoportját. A 2015–16-os idényben a Bundesliga 2 déli csoportját is megnyerték a második csapattal, de mivel az első csapat az élvonalban szerepel, nem léphetett osztályt.
2022. augusztusában az SC Freiburg gárdájához szerződött és első szezonjában alapemberként segítette új csapatát a kupadöntőbe, ahol ezüstérmet szerzett.
Az 1. FC Union Berlin együttesével 2024. július 1-én kötött szerződést.

## Sikerei, díjai
Német másodosztályú bajnok (2):
- TSG 1899 Hoffenheim II (1): 2015–16
- 1. FC Union Berlin (1): 2024–25

 Német harmadosztályú bajnok (1):
- TSG 1899 Hoffenheim II (1): 2013–14